# Фатхи, Хасан
Хасан Фатхи (23 марта 1900, Александрия — 30 ноября 1989, Каир; араб. حسن فتحي‎) — египетский архитектор.
Окончил Каирский университет (1926). Начал проектировать и строить в 1930-е гг., используя кирпичи из необожжённой глины и саман.
Мировая известность пришла к нему после реализации в 1945—1948 гг. проекта по переносу деревни Шейх Абд-эль-Курна на новое место. Деревня была расположена непосредственно над древнеегипетскими захоронениями одноименного некрополя, и правительство приняло решение о переселении её жителей, но не имело денег на это или не желало их выделять. Фатхи спроектировал новую деревню из необожжённой глины, причём предложил жителям самостоятельно построить себе дома в соответствии с нуждами и пожеланиями каждой семьи, в течение трёх сезонов выезжая в деревню и консультируя жителей по проектам и технологии. По собственным решениям Фатхи были построены рынок, мечеть, школа, он также лично построил дом в качестве образца. И хотя Новая Курна так и не была достроена и заселена — проект имел широкую огласку в европейской прессе. Идеи этого проекта Фатхи развил и подробно изложил в книге «Проектировать вместе с народом» (фр. Construire avec le peuple; 1970, английский перевод под названием «Архитектура для бедных», англ. Architecture for the Poor; 1973).
В 1949—1952 гг. Фатхи руководил отделом строительства школ в Министерстве образования Египта. В 1954 г. Фатхи возглавил архитектурное отделение Факультета искусств Каирского университета, однако уже в 1957 г., ссылаясь на бюрократические препятствия в реализации своих планов, покинул Египет, некоторое время работал в группе архитекторов под руководством Константиноса Доксиадиса, разрабатывавшей принципы экистики, проектировал в Индии, Пакистане, Африке. Вернувшись в Египет в 1963 г., Фатхи много сотрудничал с различными международными организациями и реализовал в итоге около 160 архитектурных проектов. Среди полученных им международных наград — Премия Бальцана (1980).